# Hypericum assamicum
Hypericum assamicum är en johannesörtsväxtart som beskrevs av Samarendra Nath Biswas. Hypericum assamicum ingår i släktet johannesörter, och familjen johannesörtsväxter. Inga underarter finns listade i Catalogue of Life.